# Pseudoloxops coccineus
Pseudoloxops coccineus is een wants uit de familie van de blindwantsen (Miridae). De soort werd het eerst wetenschappelijk beschreven door Rudolf Ludwig Meyer-Dür in 1843.

## Uiterlijk
De langwerpig gevormde blindwants is altijd langvleugelig en kan 4,5 tot 5 mm lang worden. De oranje, rood gevlekte wants is bedekt met fijne lichte haartjes. Het scutellum is oranje met drie gele vlekjes. Het halsschild is geel met een rode lijn langs de zijkant. De voorvleugels zijn oranje rood gevlekt. Het uiteinde van het verharde deel van de achtervleugels, de cuneus is geel en ook oranjerood gevlekt en aan het einde een rode punt. Het grijs doorzichtige deel van de voorvleugels heeft oranje aders. De pootjes zijn geel met gedeeltelijk rode achterdijen. De antennes zijn ook geel, het eerste segment is geheel of gedeeltelijk rood.

## Leefwijze
De wants overleeft de winter als eitje. Er is één generatie per jaar. De volwassen dieren kunnen op es (Fraxinus excelsior) en pluim-es (Fraxinus ornus) aangetroffen worden van mei tot september. Ze zuigen sap van de bomen en jagen op bladluizen en larven van bladvlooien.

## Leefgebied
In Nederland is de wants algemeen. Verder komt de soort voor in Europa, Noord-Afrika en in Azië tot het Midden-Oosten en de Kaukasus.